# The Blood Divine
The Blood Divine est un groupe de metal gothique britannique, originaire de Colchester, Essex, en Angleterre. Il est formé en 1996 et disparu en 1998.

## Biographie
The Blood Divine est formé en 1996 à Colchester, par Paul Allender et les frères Paul et Benjamin Ryan, après que les trois musiciens eurent quitté Cradle of Filth avant l'enregistrement de Vempire. Ils sont bientôt rejoints par le chanteur Darren White, évincé d'Anathema après The Silent Enigma, ainsi que par le batteur Was Sarginson et le bassiste Steve Maloney. Awaken, publié au label Peaceville Records en 1996, est leur premier album. 
Paul Allender quitte le groupe lors de l'enregistrement de l'album suivant, Mystica, sorti en 1997, toujours chez Peaceville Records. Benjamin Ryan quitte le groupe quelque temps en avril 1998, et en mai, le reste du groupe jette l'éponge. En 2002, Peaceville sort l'album compilation Rise Pantheon Dreams,,. La liste des titres inclus des chansons de Awaken et Mystica, ainsi que deux titres inédits (Revolt et Forever Belongs), une version live de Aureole, et une reprise de The Osmonds, Crazy Horses. Was Sarginson rejoint brièvement Cradle of Filth, avant que le groupe n'engage le batteur suédois Adrian Erlandsson. Allender rejoint Cradle of Filth en 1999.

## Membres
- Benjamin Ryan - claviers, chant
- Paul Ryan - guitare
- Paul Allender - guitare (1995-1996)
- Darren White - chant
- Was Sarginson - batterie
- Steve Maloney - basse

## Discographie
- 1996 : Cassette promo (démo)
- 1996 : Awaken
- 1997 : Mystica
- 2002 : Rise Pantheon Dreams (compilation)